# Râul Limpejioru
Râul Limpejioru este un curs de apă, afluent al râului Tazlăul Mare.